# Pasul Liban
Pasul Liban (în limba maghiară Libán-tető – Șaua Liban) sau Pasul Șicaș (scris uneori ca Sicaș, găsit și sub numele de Pasul Șicasău, în maghiară Sikaszó-hágó) este o trecătoare din România situată în Carpații Orientali între Munții Gurghiu și Munții Harghita la 1.000 m altitudine, ce leagă Depresiunea Giurgeu, situată la nord-est, de Depresiunea Odorhei, situată la sud-vest.

## Date geografice
Trecătoarea este situată între vârfurile Amza (1694 m) – aflat la nord-vest în Munții Gurghiu și Fagul Roșu (1372 m) – aflat la sud-est în Munții Harghita, ascensiunea făcându-se dinspre sud-vest din Liban pe valea Șicasău și dinspe nord-nord-est din Suseni pe valea Senetea (spre obârșia Pârâului Carierei).
Pasul este traversat de către DJ138, care leagă orașele Gheorgheni și Odorheiu Secuiesc.

## Obiective de interes turistic situate în apropiere
- Mlaștina După Luncă – arie naturală protejată situată pe valea Mureșului[7]
- Moara de apă din Suseni[9] a lui Elekes Lajos și Stâlpul memorial de la Katorzsa[1]
- Lacul Dracului – arie naturală protejată situată în Munții Harghita[7]
- Lacul Zetea – situat în aval de Șicasău[7]
- Parcul de Animale Sălbatice din Ivó – situat în zona satului Izvoare[7]
- Situl de importanță comunitară Harghita - Mădăraș [7]

## Bilbiografie
- Marcu, O. & Racz, Z. & Cioacă, A.; Harghita; Colecția Muntii Nostri (37), Ed. Sport-Turism; București; 1986 + Racz, Z. & Cioacă, A.; Munții Harghita (harta)